# Ohrîzkivți, Lanivți
Ohrîzkivți (în ucraineană Огризківці) este un sat în comuna Buhliv din raionul Lanivți, regiunea Ternopil, Ucraina.

## Demografie
Componența lingvistică a localității Ohrîzkivți
     Ucraineană (98,98%)
     Alte limbi (0,68%)
Conform recensământului din 2001, majoritatea populației localității Ohrîzkivți era vorbitoare de ucraineană (98,98%), existând în minoritate și vorbitori de alte limbi.